# Phyllonorycter aarviki
Phyllonorycter aarviki es una polilla de la familia Gracillariidae. Se encuentra en Tanzania y Yemen. El hábitat consiste en áreas semiurbanizadas secas a lo largo de la costa india y en el este de África.
La longitud de las alas anteriores es de 2,3 milímetros, y su color de fondo es ocre brillante con marcas de fusco negruzco. Los adultos vuelan a fines de marzo (en el este de África) y principios de mayo (en la costa de la península arábiga).

## Etimología
La especie lleva el nombre de Leif Aarvik, especialista en lepidópteros del Museo de Historia Natural de la Universidad de Oslo, quien recolectó el holotipo.